# Zygodon chilensis
Zygodon chilensis là một loài rêu trong họ Orthotrichaceae. Loài này được Calabrese & F. Lara mô tả khoa học đầu tiên năm 2006.